# غريغ كرومر
غريغ كرومر (بالإنجليزية: Greg Cromer)‏ مواليد 21 أغسطس 1971 في سانت لويس، هو ممثل أمريكي بدأ مسيرته الفنية سنة 1999.

## الأعمال

### مسلسلات
| السنة | العمل                      | الدور      |
| ----- | -------------------------- | ---------- |
| 1999  | المسحورات                  | روب        |
| 2000  | بيفرلي هيلز 90210          | إيرف       |
| 2002  | الساحرة المراهقة سابرينا   |            |
| 2005  | نعم عزيزي                  | ويل        |
| 2010  | كوميونتي                   |            |
| 2010  | ذا ميدل                    |            |
| 2011  | النهايات السعيدة           |            |
| 2011  | الكاذبات الصغيرات الجميلات |            |
| 2014  | كاسل                       |            |
| 2015  | سي إس آي: سايبر            |            |
| 2015  | ماد من                     | دينيس فورد |
| 2016  | الفتاة الجديدة             | دانيلز     |

## روابط خارجية
- غريغ كرومر على موقع IMDb (الإنجليزية)
- غريغ كرومر على موقع ألو سيني (الفرنسية)
- غريغ كرومر على موقع أول موفي (الإنجليزية)
- غريغ كرومر على موقع قاعدة بيانات الفيلم (الإنجليزية)
- غريغ كرومر على موقع كينوبويسك (الروسية)